# Erchia
Erchia (in greco antico: Ἐρχία?, Erchía) era un demo dell'Attica. La sua posizione, a sud dell'odierna Spata, è nota grazie al ritrovamento di una lex sacra del demo.
Secondo Stefano di Bisanzio Erchia aveva preso il nome da Erchio, un abitante del luogo che aveva ospitato Demetra.
A sud di Spata sono stati identificati i resti di un tempio del V secolo a.C., che doveva trovarsi vicino all'agorà di Erchia o al suo interno.

## Storia
Gran parte di ciò che si conosce riguardo a Erchia viene da quella lex sacra: in essa sono elencati 59 sacrifici annuali a 46 divinità (dei, ninfe ed eroi), per un costo totale di 547 dracme; 21 di questi sacrifici venivano compiuti nel demo stesso, gli altri 38 nei demi confinanti o ad Atene.
Dalla sua posizione centrale all'interno dell'Attica, dalla ricchezza e dalle posizioni ricoperte da molti dei suoi abitanti (il cui periodo di massimo splendore, a giudicare dalle informazioni disponibili, sembra compreso all'incirca tra il 450 e il 200 a.C.), e dal numero dei suoi buleuti, superiore a quelli di tutti gli altri demi della tribù Egeide, si può ritenere che Erchia fosse uno dei demi più importanti.
A Erchia si trovava un santuario di Ecate.
Si conosce da un'iscrizione una commedia dal titolo Gli Erchiesi della prima metà del II secolo a.C., ma non si sa quale difetto degli Erchiesi attaccasse.